# Sandavágur
Sandavágur (IPA: [ˈsandaˌvɔavʊɹ], danska: Sandevåg) är en tätort på ön Vágar, en av de öar som utgör Färöarna. Samhället var fram till 2009 centralort i Sandavágurs kommun, men är sedan kommunreformen en del av Vágars kommun. Vid folkräkningen 2015 hade Sandavágur 861 invånare.

## Historia
Sandavágur ligger några hundra meter öster om grannorten Miðvágur, och grundades under vikingatiden. Enligt en runsten från 1200-talet skall platsen grundats av rogalänningen Torkil Onandarson. Stenen hittades 1917 och finns idag i Sandavágurs kyrka.
Färöarnas lagman höll till i Sandavágur till 1816, då lagmansämbetet lades ner och Färöarna blev ett danskt amt.
Sandavágur är en gammal kyrkoby, och det har funnits kyrkor här sedan den katolska tiden. Från skriftliga källor vet man att det funnits sex kyrkor i orten. Dagens kyrka byggdes 1917 och är ritad av arkitekten Magnus Jacobsen.

## Befolkningsutveckling
| Befolkningsutvecklingen i Sandavágur 1985–2015 | Befolkningsutvecklingen i Sandavágur 1985–2015 | Befolkningsutvecklingen i Sandavágur 1985–2015 | Befolkningsutvecklingen i Sandavágur 1985–2015 | Befolkningsutvecklingen i Sandavágur 1985–2015 |
| ---------------------------------------------- | ---------------------------------------------- | ---------------------------------------------- | ---------------------------------------------- | ---------------------------------------------- |
|                                                |                                                |                                                |                                                |                                                |
| År                                             |                                                |                                                | Folkmängd                                      |                                                |
| 1985                                           | 1985                                           |                                                | 774                                            |                                                |
| 1990                                           | 1990                                           |                                                | 729                                            |                                                |
| 1995                                           | 1995                                           |                                                | 672                                            |                                                |
| 2000                                           | 2000                                           |                                                | 692                                            |                                                |
| 2005                                           | 2005                                           |                                                | 749                                            |                                                |
| 2010                                           | 2010                                           |                                                | 829                                            |                                                |
| 2015                                           | 2015                                           |                                                | 861                                            |                                                |
|                                                |                                                |                                                |                                                |                                                |

## Personligheter
- Samuel Jacob Sesanus Olsen (1904-1994), lärare, författare och översättare.
- Torkil Nielsen, fotbollsspelare.
- Venceslaus Ulricus Hammershaimb, språk- och folkminnesforskare.